# Abbey Dore
Abbey Dore är en ort och civil parish i Storbritannien.   Den ligger i grevskapet Herefordshire och riksdelen England, i den södra delen av landet, 200 km väster om huvudstaden London. Abbey Dore ligger 161 meter över havet och antalet invånare är 342.
Terrängen runt Abbey Dore är platt åt nordost, men åt sydväst är den kuperad. Runt Abbey Dore är det ganska tätbefolkat, med 93 invånare per kvadratkilometer. Närmaste större samhälle är Hereford, 16,1 km nordost om Abbey Dore. Trakten runt Abbey Dore består till största delen av jordbruksmark.